# Kilôwatt giờ
Kilowatt giờ, hay Kilowatt giờ, (ký hiệu kWh) là đơn vị của năng lượng bằng 1000 watt giờ hay 3,6 megajoule.
Năng lượng theo watt giờ là tích của công suất đo bằng watt và thời gian đo bằng giờ.
Kilôwatt giờ phổ biến nhất được biết đến như một đơn vị thanh toán cho năng lượng cung cấp cho người tiêu dùng bằng các thiết bị điện. Ngoài kilôwatt giờ, một số đơn vị khác liên quan đến watt giờ, sử dụng các tiền tố SI khác, cũng có thể được đề cập trong các tài liệu kỹ thuật, như terawatt giờ, bằng 1 Têra, tức 1 nghìn tỷ, watt giờ.

## Định nghĩa
Đơn vị tiêu chuẩn của năng lượng trong hệ đo lường quốc tế (SI) là joule (J), bằng một watt giây.
Ngược lại, một watt bằng 1 J/s. Một kilowatt giờ bằng 3,6 megajoule, đó là lượng năng lượng được chuyển đổi nếu công thực hiện với tốc độ trung bình trong một giờ bằng một nghìn watt.

## Ví dụ
Một máy sưởi có công suất 1000 watt (1 kilowatt), hoạt động trong một giờ sẽ tiêu thụ 1 kilowatt giờ (tương đương 3.600 kilo joule) năng lượng.
Sử dụng một bóng đèn 60 watt trong một giờ sẽ tiêu thụ 0,06 kilowatt giờ điện. Và bật liên tục trong một nghìn giờ sẽ tiêu thụ hết 60 kilowatt giờ điện.
Nếu một bóng đèn 100 watt bật một giờ một ngày và 30 ngày trong một tháng, năng lượng tiêu thụ sẽ là 100 W × 30 h = 3000 W·h = 3 kW·h, tương đương với 10,8 triệu joule.

## Chuyển đổi
Để đổi một đại lượng được đo theo đơn vị ghi ở cột trái sang đơn vị ghi ở hàng trên, nhân đại lượng đó với hệ số ở trong ô hàng và cột giao với nhau. 
|                     | joule         | watt giờ       | electronvolt | ca-lo         |
| ------------------- | ------------- | -------------- | ------------ | ------------- |
| 1 J = 1 kg·m2 s−2 = | 1             | 2,77778 × 10−4 | 6,241 × 1018 | 0,239         |
| 1 W·h =             | 3600          | 1              | 2,247 × 1022 | 859,8         |
| 1 eV =              | 1.602 × 10−19 | 4.45 × 10−23   | 1            | 3.827 × 10−20 |
| 1 cal =             | 4,1868        | 1,163 × 10−3   | 2,613 × 1019 | 1             |